# Braden Smith
Braden Smith (Olathe, Kansas, 26 de marzo de 1996) es un jugador profesional estadounidense de fútbol americano que se desempeña en la posición de offensive tackle en Indianapolis Colts, equipo de la National Football League (NFL).

## Carrera
Fue seleccionado en la segunda ronda en la Reunión Anual de Selección de Jugadores de la NFL de 2018. Hizo su debut profesional con el equipo Indianapolis Colts, donde lleva jugando seis temporadas.